# Campandré-Valcongrain
Campandré-Valcongrain là một xã ở tỉnh Calvados, thuộc vùng Normandie ở tây bắc nước Pháp.